# محافظة سيغيري
سيغيري هي محافظة غينية تقع في إقليم كانكان في غينيا .عاصمتها هي سيغيري. تبلغ مساحة المحافظة 18,500 كيلومتر مربع (7,100 ميل2) ويبلغ عدد سكانها 687.002 نسمة.

## المحافظات الفرعية
تنقسم المحافظة إدارياً إلى 12 محافظة فرعية :
1. سيغيري مركز
2. بانكون
3. دوكو
4. فرنواليا
5. كينيباكورا
6. كينتينيان
7. ماليه
8. نبون
9. نياغاسولا
10. نياندانكورو
11. نوراسوبا
12. سيغيريني